# Miron Ruina
Miron Ben Ruina (in ebraico מירון בן רוינה‎?; Helsinki, 25 marzo 1998) è un cestista finlandese con cittadinanza israeliana.

## Palmarès
- Eurocup: 1

Hapoel Tel Aviv: 2024-2025